# Rio Claro (Ivaí)
Der Rio Claro ist ein etwa 109 km langer linker Nebenfluss des Rio Ivaí im Inneren des brasilianischen Bundesstaats Paraná.

## Etymologie und Geschichte
Der Fluss trägt in einer Sammlung geografischer Namen von Paraná aus dem Jahr 1946 noch zusätzlich den Namen Rio Pari.

## Geografie

### Lage
Das Einzugsgebiet des Rio Claro befindet sich auf dem Terceiro Planalto Paranaense (Dritte oder Guarapuava-Hochebene von Paraná).

### Verlauf
Sein Quellgebiet liegt im Munizip Araruna auf 620 m Meereshöhe etwa 14 km westlich des Zentrums von Campo Mourão an der BR-272.
Der Fluss verläuft in nordöstlicher Richtung. Er fließt auf der Grenze zwischen den Munizipien Terra Boa und Engenheiro Beltrão von links in den Rio Ivaí. Er mündet auf 264 m Höhe. Die Entfernung zwischen Ursprung und Mündung beträgt 53 km. Er ist etwa 109 km lang.

### Munizipien im Einzugsgebiet
Am Rio Claro liegen die vier Munizpien Araruna, Peabiru, Terra Boa und Engenheiro Beltrão.

### Zuflüsse
Der Rio Claro hat mehrere kleinere Nebenflüsse. In OpenStreetmap ist jedoch nur der Côrrego Guatambu namentlich verzeichnet.